# 기네비어 밴시너스
기네비어 밴시너스(Guinevere Van Seenus, 1977년 9월 15일 ~ )는 미국의 모델, 분장사이다.